# Juan Rivera Salgado
Juan Pascual Renato Rivera Salgado (Concepción, Chile, 25 de diciembre de 1959) es un exfutbolista y entrenador chileno que jugaba en la posición de defensa.

## Trayectoria[1]
Oriundo de Concepción, sus primeras armas en el fútbol las hizo en el Club Huertos Familiares de la Asociación San Pedro. A los 17 años se integró a Huachipato, donde lo dirigió Armando Tobar. A los 18 años debutó como profesional, enfrentando a Unión La Calera. Ese mismo año se coronó campeón de la Campeonato de Apertura de la Segunda División de Chile 1979 y del Campeonato de Apertura de la Segunda División de Chile 1983, logrando con este último título el ascenso a la Primera División.
Luego de 7 temporadas en el conjunto acerero, en donde fue hasta capitán del equipo, fue transferido a Cobresal de la Primera División. Tras dos temporadas en El Salvador, en donde se coronó como campeón de la Copa LAN Chile 1987,para 1989 ficha por Unión Española. Con el equipo hispano logra la Copa de Invierno esa misma temporada, pero la llegada al banco hispano de Nelson Acosta, quien no contaba en sus planes con Rivera, hicieron al defensa buscar nuevos rumbos.
En 1992 defendió los colores de Deportes La Serena, para la temporada siguiente regresar a Cobresal.En 1993 con el cuadro minero logran el subcampeonato de la Segunda División 1993, logrando el ascenso a la Primera División 1994;sin embargo, al año siguiente regresan a la segunda división. Fue protagonista de una jugadas más polémicas del torneo, cuando en la última fecha del torneo Cobresal recibió a Universidad de Chile, quien con un empate se coronaba como campeón tras 25 años. El cuadro salvadoreño ganaba por 1-0, cuando en el segundo tiempo el defensa chocó con Marcelo Salas, que fue cobrada como falta penal, transformada en gol por Patricio Mardones, que a la postre coronó al equipo laico como campeón de Primera División.
Tras el término de la temporada 1996, se retira del fútbol profesional.Ya retirado, tuvo dos pasos como entrenador de Lota Schwager en 2002 y 2004, además de tener una escuela de fútbol en Chiguayante y dirigir las divisiones inferiores de Huachipato.

## Selección nacional
Formó parte de la Selección chilena en dos partidos. El primero en 1987, cuando la selección chilena fue dirigida por Manuel Rodríguez Araneda en un amistoso ante su símil de Brasil, que terminó con derrota 1-2 para el combinado chileno. Jugó los 90 minutos haciendo dupla de centrales con su compañero en Cobresal Gustavo Huerta.Su segundo partido fue en 1991, cuando fue nominado por Arturo Salah con vistas a la Copa América 1991.Jugó un partido amistoso ante Uruguay en mayo de 1991, que terminó con victoria chilena por 2-1.

#### Partidos internacionales
| 1     | 9 de diciembre de 1987 | Estadio Municipal Parque do Sabiá, Uberlândia, Brasil | Brasil     | 2-1 | Chile   |   |  | Manuel Rodríguez Araneda | Amistoso |
| 2     | 30 de mayo de 1991     | Estadio Santa Laura, Santiago, Chile                  | Chile      | 2-1 | Uruguay |   |  | Arturo Salah             | Amistoso |
| Total | Total                  | Total                                                 | Presencias | 2   | Goles   | 0 |  |                          |          |

| Selección chilena | Selección chilena | Selección chilena |
| Año               | Partidos          | Goles             |
| ----------------- | ----------------- | ----------------- |
| 1987              | 1                 | 0                 |
| 1991              | 1                 | 0                 |
| Total             | 2                 | 0                 |

## Clubes

### Como jugador
| Club               | País  | Año       |
| ------------------ | ----- | --------- |
| Huachipato         | Chile | 1979-1986 |
| Cobresal           | Chile | 1987-1988 |
| Unión Española     | Chile | 1989-1991 |
| Deportes La Serena | Chile | 1992      |
| Cobresal           | Chile | 1993-1996 |

### Como entrenador
| Club          | País  | Año  |
| ------------- | ----- | ---- |
| Lota Schwager | Chile | 2002 |
| Lota Schwager | Chile | 2004 |

## Palmarés

### Como jugador

#### Campeonatos nacionales
| Título                                        | Equipo         | País  | Año  |
| --------------------------------------------- | -------------- | ----- | ---- |
| Campeonato de Apertura de la Segunda División | Huachipato     | Chile | 1979 |
| Campeonato de Apertura de la Segunda División | Huachipato     | Chile | 1983 |
| Copa Chile                                    | Cobresal       | Chile | 1987 |
| Copa de Invierno                              | Unión Española | Chile | 1989 |